# ژانویه
ژانویه (فرانسوی: Janvier‎، انگلیسی: January، فارسی افغانستان: جنوری) نخستین ماه سال میلادی در گاهشماری گریگوری و گاهشماری ژولینی است و یکی از هفت ماه سال میلادی است که ۳۱ روز دارد. در بیشتر نقاط جهان نخستین روز این ماه با نام «روز سال نو» شناخته شده‌است. ژانویه در بیشتر نقاط نیمکرهٔ شمالی دومین ماه زمستان است و به‌طور متوسط از دیگر ماه‌های سال سردتر می‌باشد ولی در نیمکرهٔ جنوبی دومین ماه تابستان و گرم‌ترین ماه در سال است. از نظر فصلی، ژوئیه در نیمکرهٔ شمالی برابر ژانویه در نیمکرهٔ جنوبی است.
در سال‌های معمولی روز نخست ژانویه همان روزی از هفته است که اکتبر با آن آغاز می‌گردد ولی در سال‌های کبیسه روز نخست ژانویه مانند روز نخست آوریل و ژوئیه است.

## پیشینه

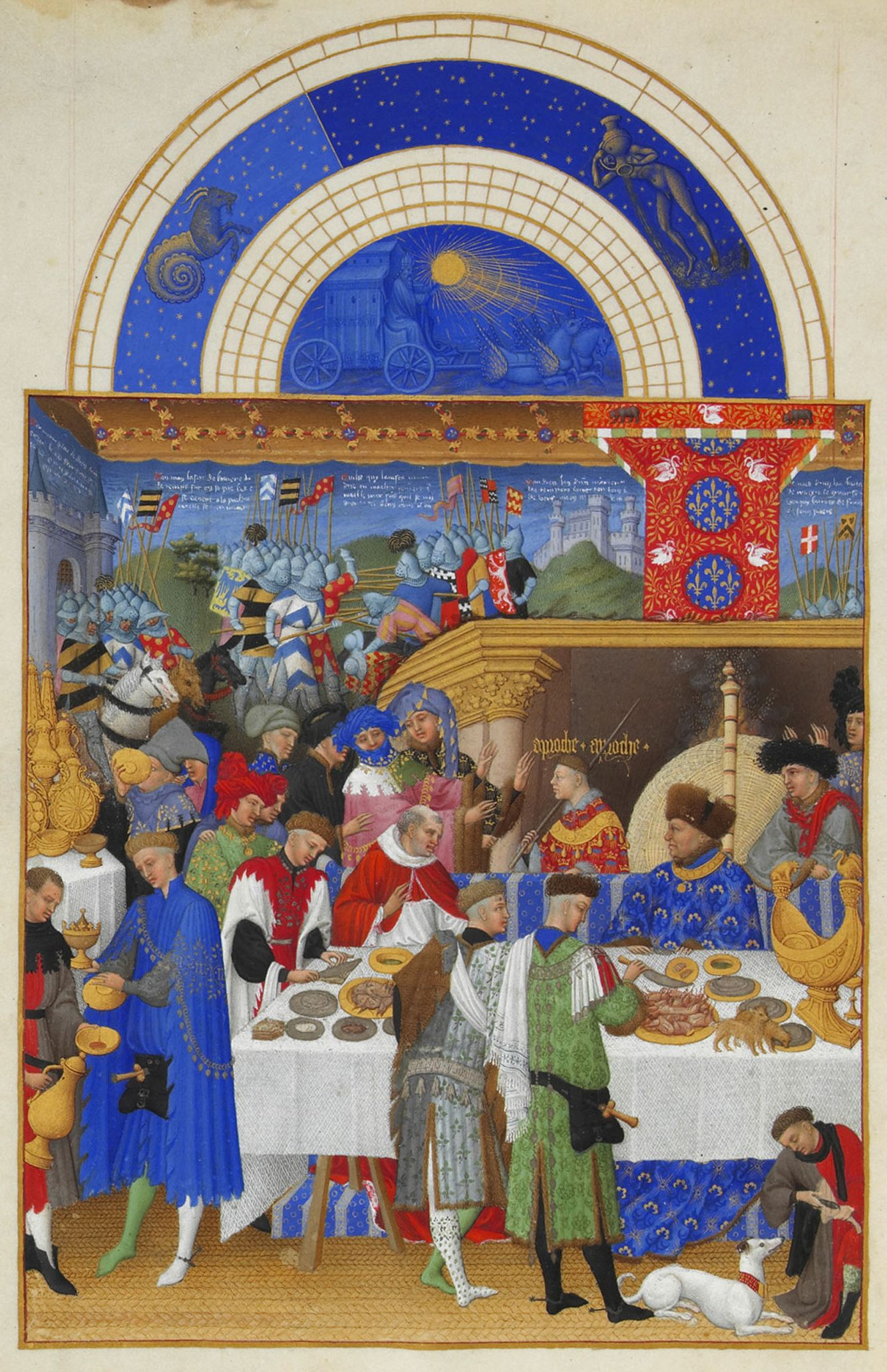
ژانویه در نقاشی ساعات خوش دوک دوبری

واژهٔ فارسی ژانویه برگرفته از فرانسوی Janvier است. ریشهٔ این واژه از نام ژانوس (در روم باستان Ianuarius) خدای آغازها و «خدای دروازه‌ها و درب‌ها» گرفته شده‌است. ریشهٔ این مطلب به اساطیر روم بازمی‌گردد. واژهٔ لاتین ianua به معنی «در» است و ژانویه به عنوان در ورودی سال. در سنت‌های گذشته، گاه‌شمار رومی تنها ۱۰ ماه داشت و از ۳۰۴ روز تشکیل شده بود و زمستان در آن یک دورهٔ بی ماه بود. گمان می‌رود که نزدیک به سال ۷۱۳ پیش از میلاد، جانشین رمولوس، شاه نوما پمپیلیوس ماه‌های ژانویه و فوریه را به گاه‌شمار افزوده باشد و اجازه داده تا گاه‌شمار آن‌ها نیز مانند سال‌های خورشیدی ۳۶۵ روز باشد. با وجود آنکه پیش از آن مارس نخستین ماه در گاه‌شمار رومی بود اما ژانویه به عنوان ماه نخست قرار گرفت. این تغییر در زمان حکومت نوما و دسمویرس تا سال ۴۵۰ پیش از میلاد پابرجا ماند (تاریخ نگاران روم سال‌های متفاوتی را نوشته‌اند).
در قرون وسطی در اروپا از برخی از روزهای جشن مسیحیان مانند ۲۵ مارس و ۲۵ دسامبر، به عنوان روز سال نو استفاده می‌شد هرچند که در گاه‌شمارهای آن دوران سال دارای ۱۲ ماه، از ژانویه تا دسامبر بود. در آغاز سدهٔ ۱۶ میلادی اروپاییان بر آن شدند تا روز ۱ ژانویه را به صورت رسمی به عنوان روز نخست سال معرفی کنند. گاهی به این هنگامه روز ختنه (Circumcision Style) نیز می‌گویند چون ۷ روز پس از ۲۵ دسامبر است و بر روی روز جشن ختنهٔ مسیح می‌افتد.
نام‌های باستانی ژانویه عبارتند از: Ianuarius در زبان رومی، Wulf-monath در زبان ساکسونی به معنی «ماه گرگ» و Wintarmanoth به معنی ماه زمستان یا ماه سرما در ریشهٔ شارلمانی.

## دیگر نام‌ها

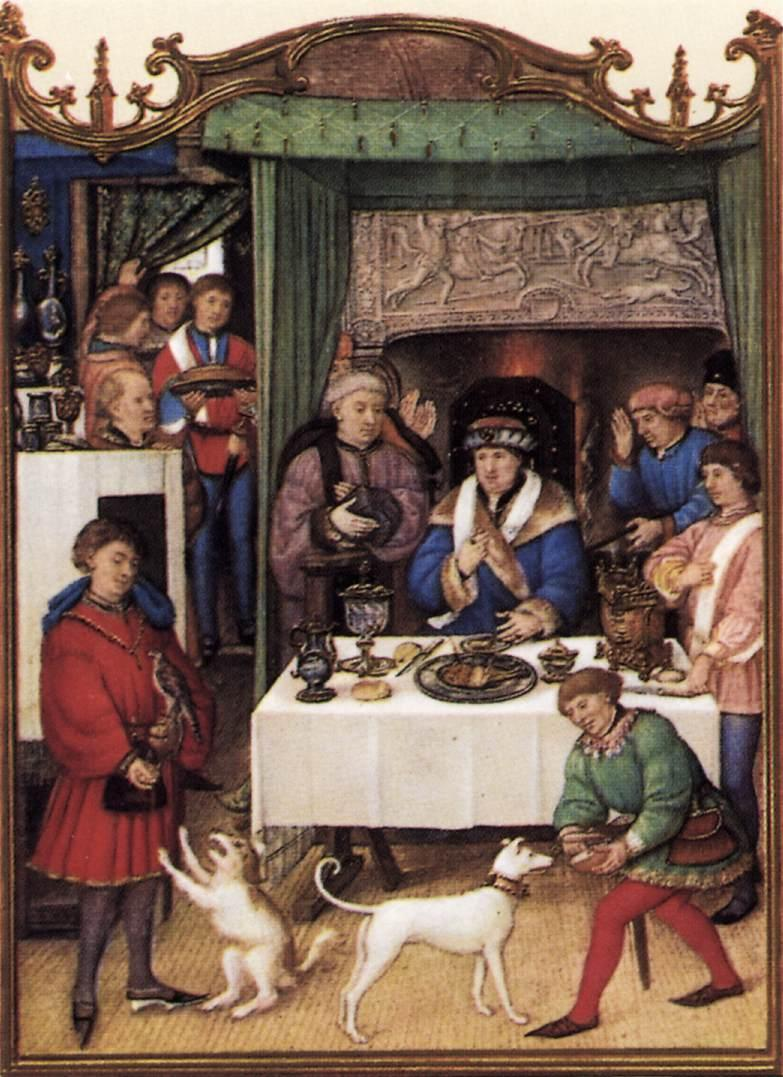
نقاشی قرن ۱۵

در زبان فنلاندی به این ماه "tammikuu" می‌گویند که معنای وانژهٔ آن ماه بلوط است ولی در اصل معنای آن ماه قلب زمستاشی ان است چون tammi به معنی هسته یا مرکز است. در زبان بلاروسی «студзень» نام دارد به معنی آدم یخی. در زبان چکی به آن "leden" گفته می‌شود به معنی ماه یخ. در زبان اوکراینی به آن «січень» گفته می‌شود. این واژه به معنی بریدن یا قاچ‌قاچ کردن است. می‌تواند دلیل برگزیدن این نام به بادهای این ماه بازگردد. در زبان کرواتی به آن «siječanj» می‌گویند که اینجا نیز به معنی بریدن یا قاچ‌قاچ کردن است. در زبان سامی به آن «ođđajagimánnu» به معنی ماه سال نو گفته می‌شود و در ترکی استانبولی به آن "Ocak" گفته می‌شود که به معنی گرمخانه یا اجاق است.

## رویدادهای ژانویه
- ۱ : اجرای حکم آرمان عبدالعالی ؛ دوست،قاتل و عامل جنایت قتل غزاله شکور و نهایتا تعویق آن در پی مهلت دادن اولیای دم : ۲۰۲۰ [۲]
- ۷: اولین انتخابات ریاست جمهوری در ایالات متحده آمریکا در سال ۱۷۸۹.
- ۲۳: الیزابت بلکول، اولین پزشک زن آمریکا در سال ۱۸۴۹ از مدرسه پزشکی ژنو در نیویورک فارغ‌التحصیل شد.
- ۲۶: هند برای اولین بار «روز جمهوری» را در سال ۱۹۵۰ جشن گرفت.

## روزهای تعطیل ژانویه
- روز سال نو میلادی، ۱ ژانویه
- روز استقلال در هائیتی، ۱ ژانویه

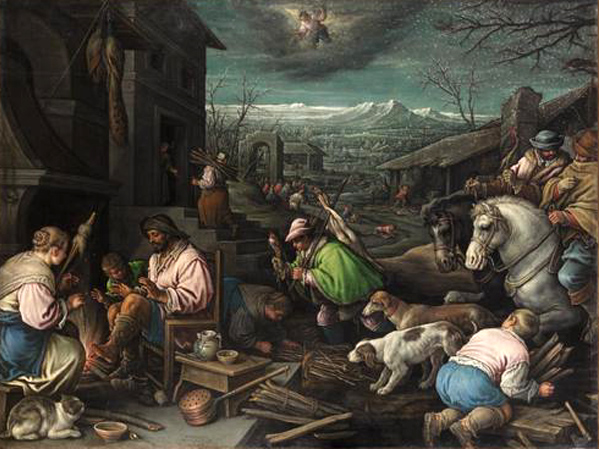
ژانویه، اثر لئندرو باسانو.

- دوشنبهٔ عیدی (Handsel Monday) در اسکاتلند و شمال انگلستان، روزی که به‌طور سنتی افراد به یکدیگر عیدی یا هدیه می‌دهند. نخستین دوشنبهٔ ژانویه
- یکشنبهٔ گاوآهن در اسکاتلند و شمال انگلستان، یکشنبهٔ پس از ۶ ژانویه.
- روز ورود به بزرگسالی (به ژاپنی: 成人の日 Seijin no hi) در ژاپن. دومین دوشنبه
- روز مارتین لوتر کینگ جونیور و جشن Santo Niño دز فیلیپین، سومین دوشنبهٔ ژانویه.
- سه مغ، یا روز تجلی مسیح (Epiphany) در آمریکای لاتین، اسپانیا، پورتوریکو و جمهوری دومینیکن. این روز به همان گستردگی یا به روشی که در کشورهای با گذشتهٔ اسپانیایی جشن گرفته می‌شود، بزرگ داشته نمی‌شود با این حال در بسیاری کشورهای اروپایی مانند اتریش، ایتالیا، سوئد، فنلاند، لیختن‌اشتاین، اسلواکی، کرواسی و بخش‌هایی از آلمان و سوئیس روز تعطیل است. ۶ ژانویه
- جشن شب کریسمس در روسیه و اوکراین که با نام Svyat Vechir شناخته شده‌است. ۶ ژانویه
- کریسمس برای کلیساهای ارتدکس روسیه و ارتدکس قبطی ۷ ژانویه
- روز ملی آگاهی از قاچاق انسان (به انگلیسی: National Human Trafficking Awareness Day) در ایالات متحدهٔ آمریکا، ۱۱ ژانویه.
- ماکارا سانکرانتی (جشن Harvest) در هند. ۱۵ ژانویه
- روز پونگال (به تامیلی: தைப்பொங்கல்) در هند، سومین یکشنبه ژانویه.
- یکپارچگی مولداوی و والاچی زیر فرمان یک قانون گذار در ۱۸۵۹ در رومانی. ۲۴ ژانویه
- شب برنز (Burns) در اسکاتلند، ۲۵ ژانویه
- روز جمهوری در هند. ۲۶ ژانویه
- روز ملی استرالیا در استرالیا ۲۶ ژانویه.
- سالگرد اوکلند در اوکلند و زلاند نو، نزدیک‌ترین دوشنبه به ۲۹ ژانویه
- ماه ملی سپاسگزاری (به انگلیسی: National Thank You).

## نمادهای ژانویه

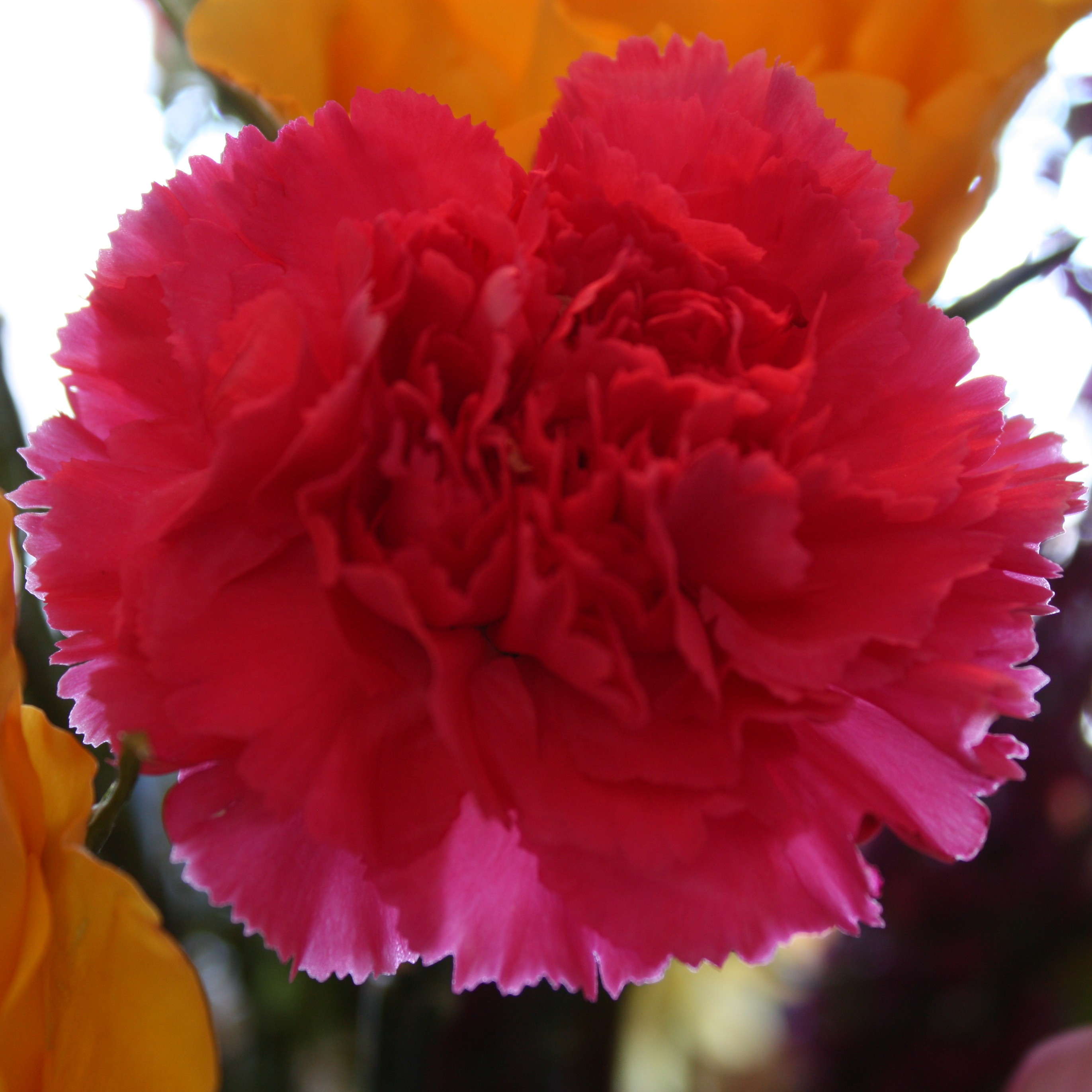
دیانتوس کاریوفیلوس

- سنگ زاده شدگان در این ماه لعل است. این سنگ نشانهٔ ثبات می‌باشد.
- گل این ماه دیانتوس کاریوفیلوس صورتی یا گل برف است.[۳]
- گل نشان ژانویه از نگاه چینی‌ها پرونوس مومه است.
- گل نشان ژانویه از نگاه ژاپنی‌ها کاملیا است.